# Caín y Abel
Caín y Abel é uma telenovela argentina produzida e exibida pela Telefe entre 15 de setembro e 15 de dezembro de 2010.
A trama é uma releitura televisiva da famosa história dos irmãos Caim e Abel, escrita na bíblia
Foi protagonizada por Joaquín Furriel, com atuações estrelares de Julieta Cardinali, Vanesa González e Mercedes Oviedo e antagonizada por Fabián Vena,  Federico D'Elía, Luis Machín e Luis Brandoni.

## Sinopse
Caim e Abel se refere à disputa bíblica entre os dois irmãos. Dentro de uma família corrupto e poderoso, Agostinho (Furriel) e Simón Vedia (Vena) são confrontados por uma mulher. Valentina (Vanesa González), envolveu-se com o primeiro irmão enquanto o segundo caiu em amor perdido com ela. A eterna luta do bem contra o mal e sentimentos como ciúme, inveja, ganância e traição, são os protagonistas desta história.

## Elenco
- Joaquín Furriel - Agustín Vedia
- Fabían Vena - Simón Vedia
- Julieta Cardinali - Leonora Mendoza
- Vanesa González - Valentina Paz
- Luis Brandoni - Eugenio Vedia
- Virginia Lago - Consuelo Vedia
- Mercedes Oviedo - Pilar
- Federico D'Elia - Alfredo Rincón
- Juan Gil Navarro - Fernando Soler/Guillermo
- Mara Bestelli - Beatriz Vedia de Rincón
- Juan Bautista Greppi - Santino Vedia
- Giselle Bonaffino - Lila
- Gastón Ricaud - Nicolás
- Mónica Scapparone - Daniela Bossi
- Antonio Birabent - Facundo Vedia
- Paula Siero - Nora
- Sergio Surraco - Germán
- Joaquín Flamini - Lucas
- Nicolás Fiore - Ariel
- Ariel Staltari - Lucio
- Edward Nutkiewicz - Dr. Baldini
- Luciana Rojo - Chani
- Santiago Pedrero - Jr
- Horacio Peña - David
- Ernesto Claudio - Comissário Ramírez
- Fena Della Maggiora - Damián
- Anabella Blanco
- Gipsy Bonafina
- Martina Calisi
- Ana Dobal
- Mariana Esnoz
- Gabriel Galíndez
- Juan Cruz Garri
- Carlos Garric
- Santiago Luna
- Carola Noriega
- Micaela Tripodi
- Paula Trucchi
- Joaquín Mendez
- Osvaldo Sanders
- Eduardo Coacci
- Soledad Comasco
- Diego Coran
- Rocco De Grazia

## Audiência
O primeiro capítulo teve média de 14,5 pontos e picos de 15,8.
A novela ia finalizar em 31 de janeiro de 2011, mas devido à baixa audiência, seu final foi adiantado para 15 de dezembro de 2010.
Teve média geral de 9,4 pontos, considerados baixíssimos.

## Prêmios e Indicações

### Prêmios Martín Fierro
| Ano  | Categoria                   | Nomeados        | Resultado |
| ---- | --------------------------- | --------------- | --------- |
| 2011 | Melhor Telenovela           | Caín y Abel     | Nomeado   |
| 2011 | Ator protagonista de novela | Joaquín Furriel | Nomeado   |
| 2011 | Ator de reparto             | Luis Machin     | Nomeado   |